# نوب حتبتي
نوب حتبتي ، هي ملكة مصرية قديمة غير حاكمة أو زوجة ملك ، عاشت في عهد الأسرة الثالثة عشرة.

## المعروف عنها
الملكة نوب حتبتي معروفة أساساً من أختام الجعارين ، و التي يمكن تأريخها بزمن الأسرة الثالثة عشرة ، و كذلك من تمثال صغير وجد في سمنا (بالنوبة) ، و زوجها غير معروف على وجه الدقة ، و لكن كان للملك حور ابنة تدعى «نوب حتبتي خرد» أي نوب حتبتي الطفلة ، مما يشير إلى أنه كانت هناك نوب حتبتي أخرى (أكبر في السن) في القصر الملكي في نفس ذاك الوقت ، و لهذا السبب تم اقتراح أن نوب حتبتي كان زوجة الملك حور و ربما أم الأميرة نوب حتبتي خرد كذلك ، كما أنه هناك جعارين أخرى لملكة اسمها نوب حتبتي تلقب فيها الزوجة الملكية العظيمة و المتحدة مع التاج الأبيض ، لكن ربما تنتمي هذه الجعارين لملكة أخرى بنفس الاسم.

## ألقابها
- زوجة الملك.
- أم الملك.[1]